# Phaeosphecia vespa
Phaeosphecia vespa là một loài bướm đêm thuộc phân họ Arctiinae, họ Erebidae.